# Toussaint (Francia)
Toussaint è un comune francese di 757 abitanti situato nel dipartimento della Senna Marittima nella regione della Normandia.

## Società

### Evoluzione demografica
Abitanti censiti